# Rotes Kolleg

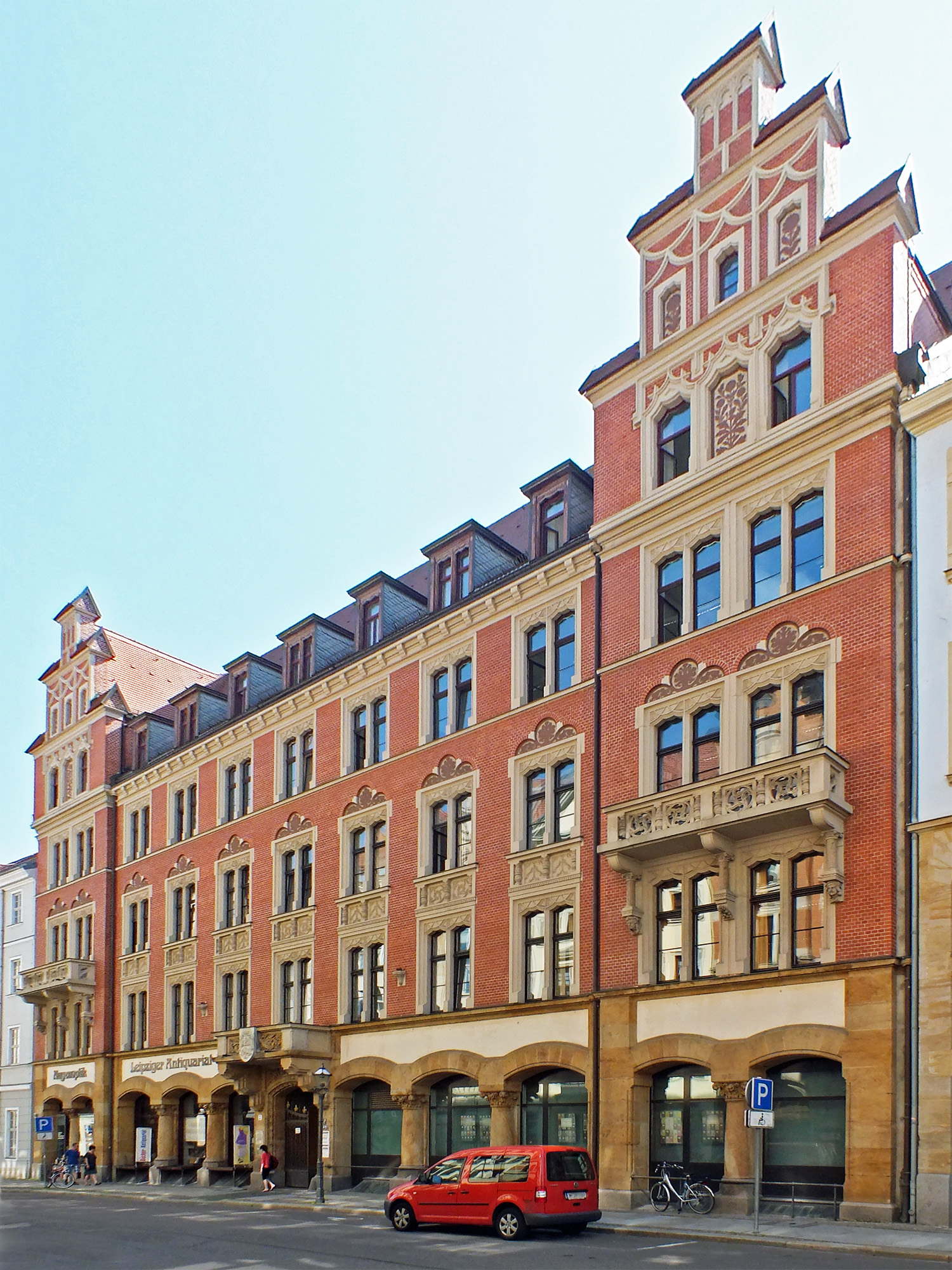
Das Rote Kolleg 2013

Das Rote Kolleg (früher Neues Kolleg) war ein Gebäudekomplex der Universität Leipzig zwischen Ritterstraße und Goethestraße mit der Adresse Ritterstraße 16–22, von dem der Teil an der Ritterstraße noch erhalten ist. Es ist neben dem Kleinen und Großen Fürstenkolleg eines der ehemaligen Kollegien der Universität.

## Geschichte
Im November 1502 hatte Herzog Georg eine Reform der Leipziger Universität angeordnet. In deren Verlauf erhielt die Artistenfakultät ein neues Domizil. Auf dem Gelände des Marstalls des Rates der Stadt in der Ritterstraße wurde unter Einbeziehung der Stadtmauer ein Gebäude mit drei Obergeschossen errichtet, dessen Fertigstellung und Übergabe sich allerdings bis 1515 hinzog.
Bereits 1517 bis 1520 wurde wegen Platzmangels ein zweites Gebäude parallel zum ersten direkt an der Ritterstraße aufgeführt, das, von der Stadt aus gesehen, nun als Vorderhaus und das ältere als Hinterhaus bezeichnet wurde. Die Gesamtanlage hieß das Neue Kolleg. Das Vorderhaus hatte ein sehr steiles Satteldach und besaß Maßwerkverzierungen.
Noch im 16. Jahrhundert war an beiden Häusern Bautätigkeit zu verzeichnen, unter anderem wegen Beschädigungen im Schmalkaldischen Krieg. Auch nach dem Dreißigjährigen Krieg erfolgten Reparaturen und ein Umbau des Saales im Erdgeschoss.
1646 tauchte – wohl wegen eines roten Farbanstrichs – zum ersten Mal der Name Rotes Kollegium auf, der sich bis 1662 endgültig durchgesetzt hatte. Am 21. Juni 1646 wurde Gottfried Wilhelm Leibniz, dessen Vater hier Professor war, im Roten Kolleg geboren. Der Kupferstecher Christian Romstet wohnte hier eine Zeit lang.

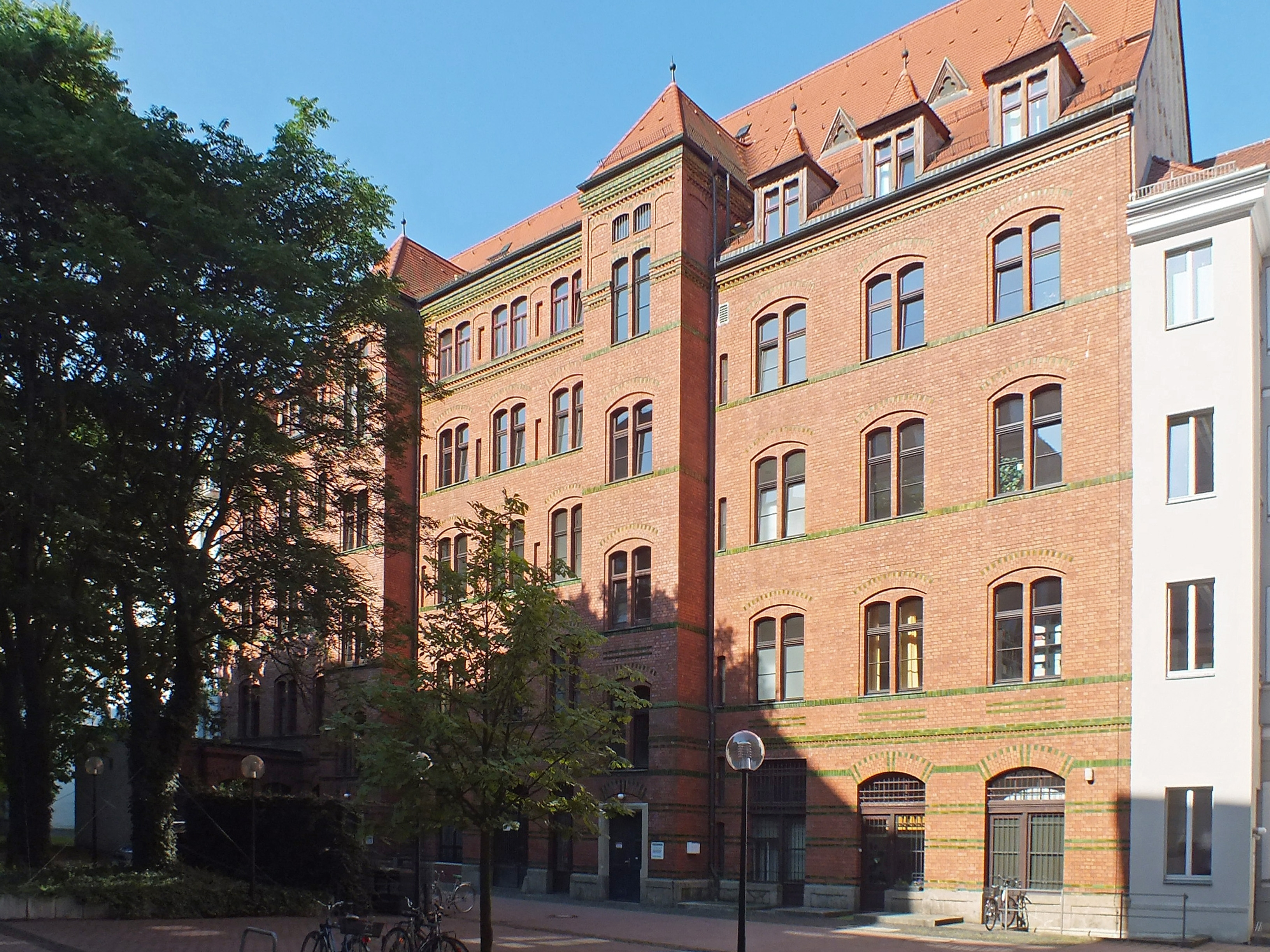
Die Hofseite des Roten Kollegs

Nach Beseitigung der Stadtmauer wurde 1797/98 das Hinterhaus durch Universitätsbaumeister Carl August Benjamin Siegel um zwei Stockwerke erhöht und ein Geländer über die gesamte Front am bisher obersten Stockwerk angebracht. Zwischen dieser Bebauung und dem neuen Oberen Park mit dem Schwanenteich wurde 1839 die Straße Am oberen Park angelegt, die 1865 in Goethestraße umbenannt wurde.
1891/92 wurde nach Abriss und nach Zukauf dreier nördlich gelegener Grundstücke an der Ritterstraße das Vorderhaus des Roten Kollegs durch Arwed Roßbach neu errichtet. Die Giebelaufbauten der Seitenrisalite und der Maßwerkschmuck an der Fassade sind eine Reminiszenz an den Vorgängerbau. Die Verwendung roter Fassadenklinker erinnert an den Namen. Während im Altbau bereits ab 1841 die Vermietung von Wohn- und Geschäftsräumen nachweisbar war, nutzte im Neubau die Universität nur noch die erste Etage für die Philosophische Fakultät. Im Erdgeschoss waren Geschäftsräume und in den übrigen Obergeschossen Wohnungen vermietet.
Auch das Hinterhaus an der Goethestraße wurde neu aufgebaut. Der Neubau von 1904/05 durch Theodor Kösser zeigte nun mit einer historisierenden Schmuckfassade zur Goethestraße. Auch hier wurden Geschäfts- und Wohnräume vermietet. 
Bei den Luftangriffen auf Leipzig im Zweiten Weltkrieg wurde der Gebäudekomplex an der Goethestraße zerstört und seine Reste 1946 abgetragen. Auf dem Areal und dem nördlichen Nachbargrundstück wurde von 1963 bis 1965 das Studentenwohnheim „Jenny Marx“ mit 433 Plätzen errichtet. Nach Umbauten nutzt seit 1994 die Universitätsverwaltung das Gebäude. Das erhaltene Vorderhaus in der Ritterstraße wurde in den 1990er Jahren saniert. Im Erdgeschoss sind Ladengeschäfte vermietet. Die Obergeschosse nutzen das Institut für Theaterwissenschaft und die Universitätsverwaltung.

Historische Bilder
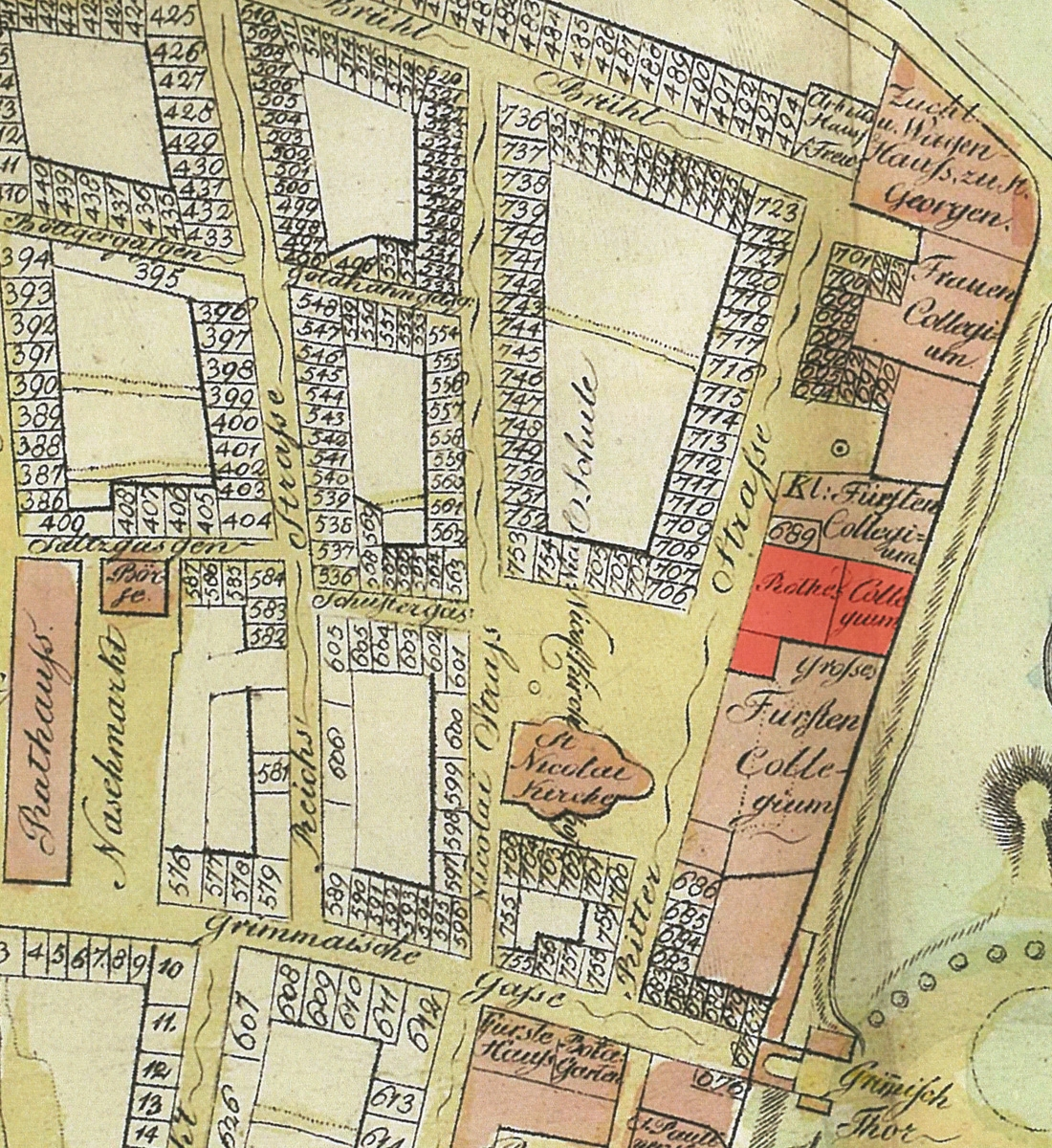
Das Rote Kolleg markiert auf einem Plan von 1749
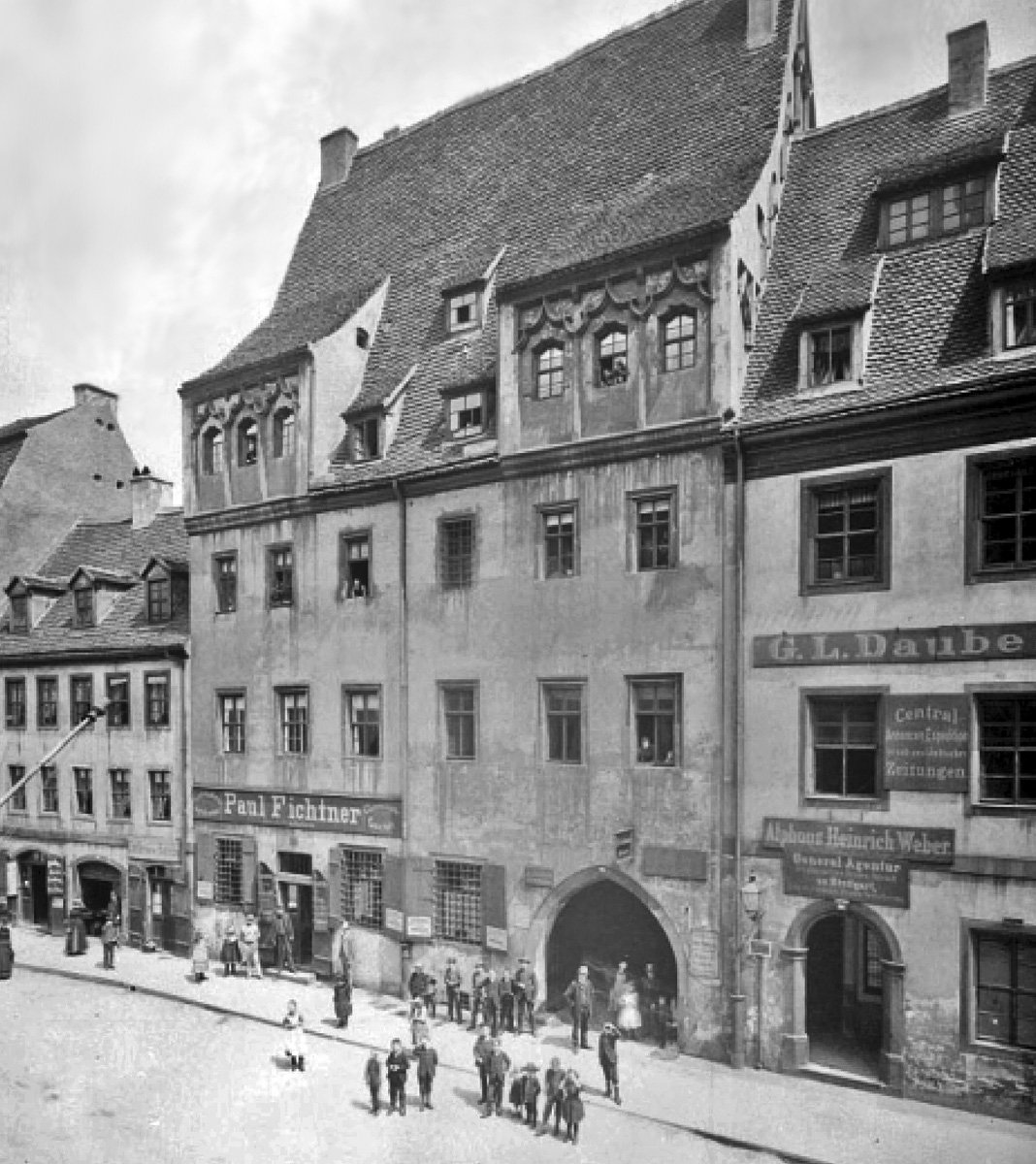
Das Rote Kolleg in der Ritterstraße um 1880
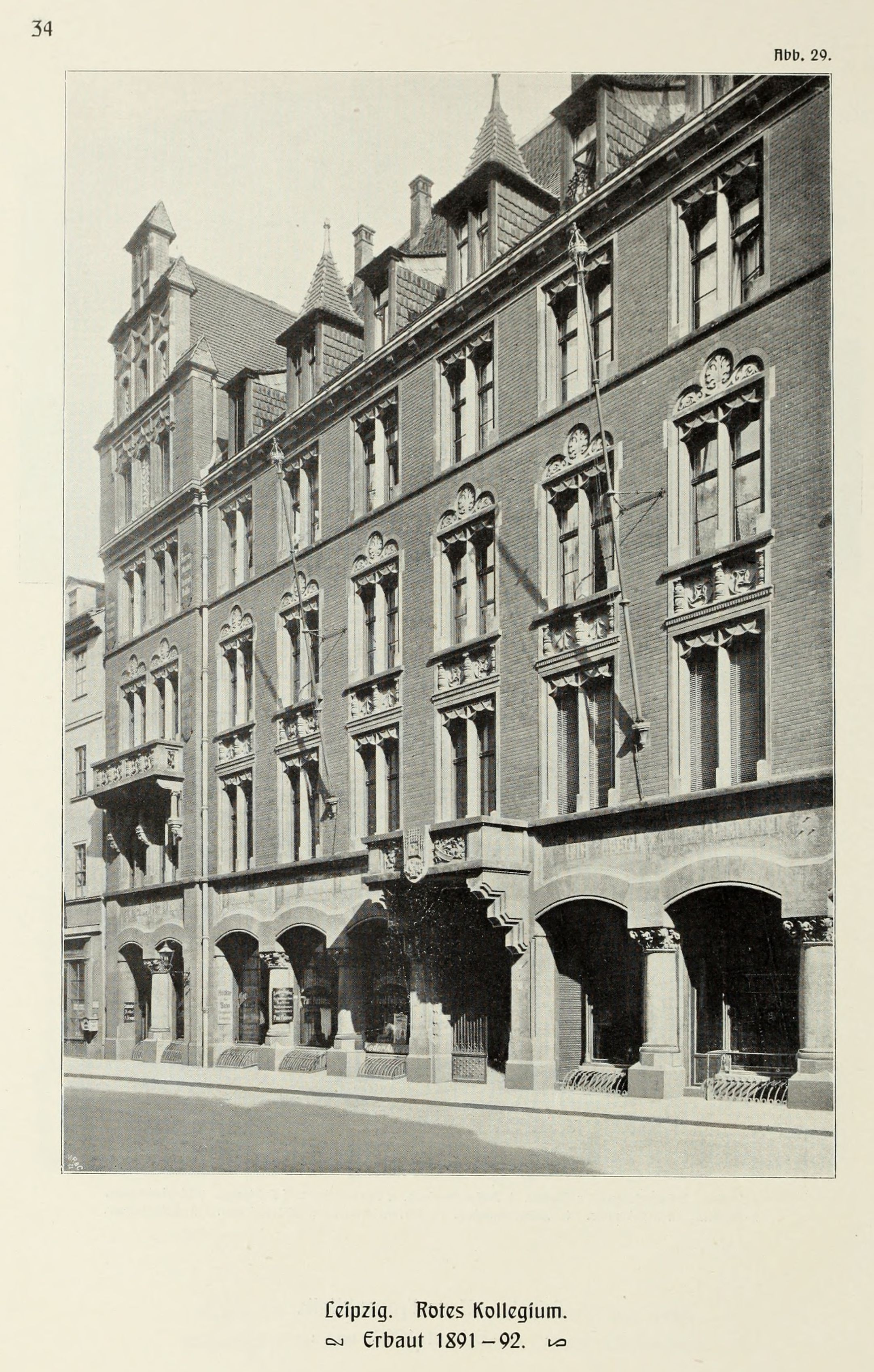
Arwed Rossbachs Neubau des Roten Kollegs um 1900
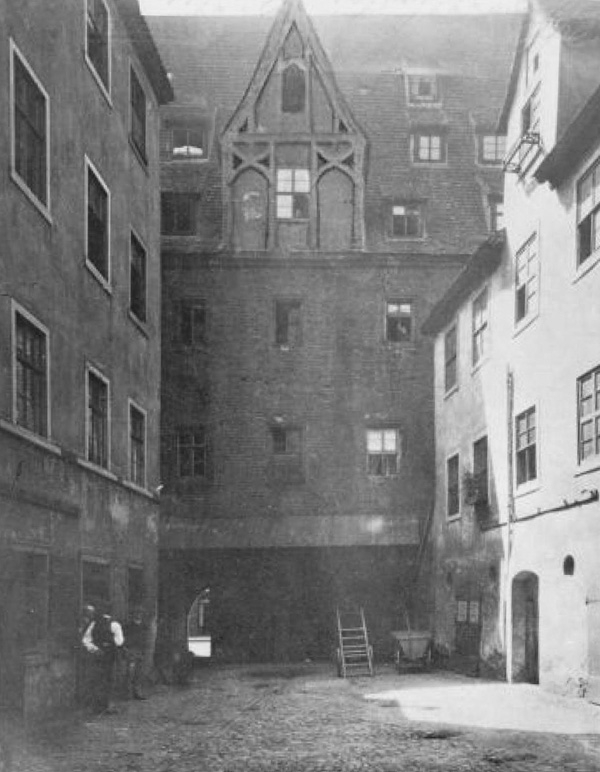
Im Hof des Roten Kollegs 1891
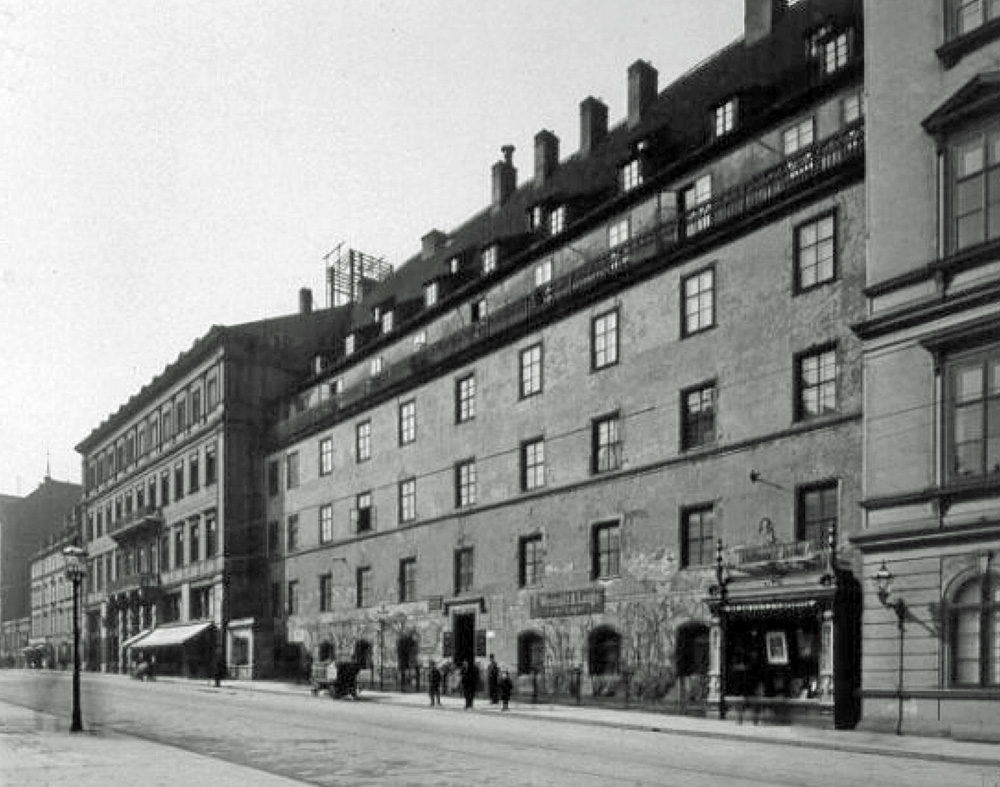
Das Hinterhaus des Roten Kollegs an der Goethestraße um 1900
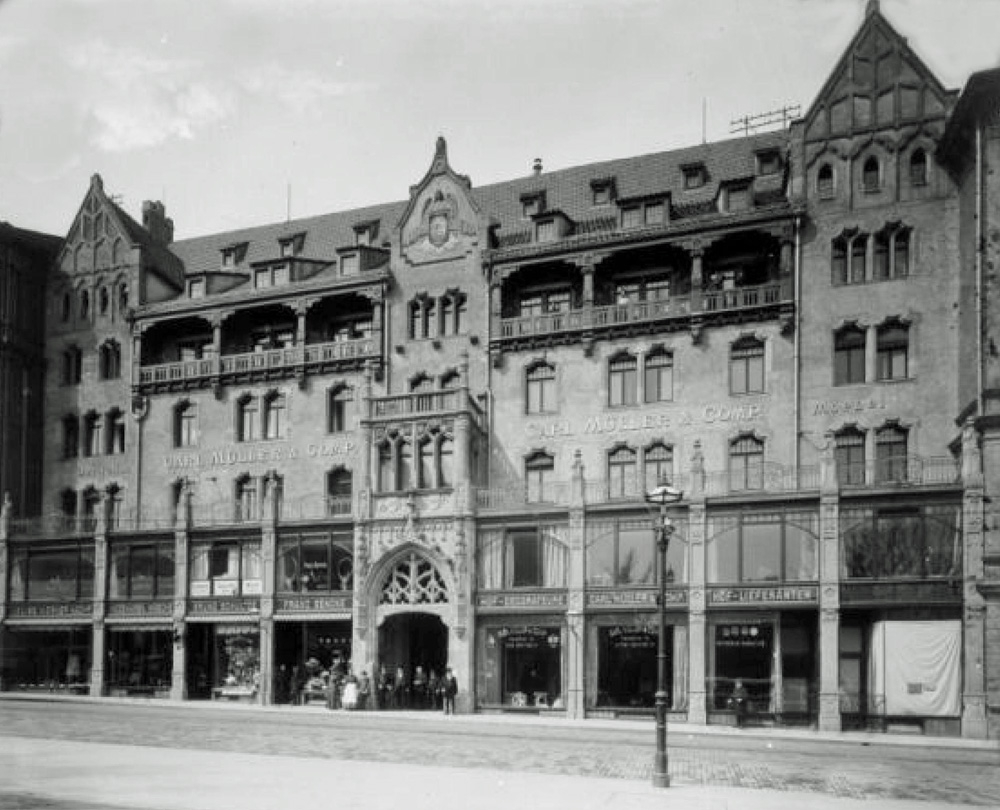
Der Neubau von Theodor Kösser an der Goethestraße 1906